# Confessio Pentapolitana
Confessio Pentapolitana (Confessio Christianae doctrinae quinque regiarum liberamque civitatum in Hungaria superiore, Cassoviae, Leutschoviae, Bartphae, Epperiessini ac Cibinii) bylo vyznání víry pěti slovenských měst – Košic, Levoče, Bardejova, Prešova a Sabinova – které vypracoval rektor bardejovské školy Leonard Stöckel. V srpnu 1549 bylo předloženo královským komisařům. Obsahuje 20 článků a teologicky vychází z Augsburského vyznání. Po potvrzení Pentapolitany Ferdinandem I. byla vydána tiskem v latině, němčině a maďarštině. Do češtiny byla přeložena roku 1589 seniorem Štefanem Trebnickým, překlad však tiskem nevyšel a dnes je nezvěstný.
Confessio Pentapolitana byla ideovým zdrojem dalších protestantských vyznání, která na Slovensku vznikla – Confessio Heptapolitana, Confessio Scepusiana.